# Эффект безызносности
Эффект безызносности — явление понижения трения и повышения срока службы трущихся частей механизмов. Наблюдается у соприкасающихся деталей механизмов, одна из которых изготовлена из сплава, содержащего медь. Объясняется выделением атомов меди из твердого раствора благодаря разрушению межатомных связей при трении на поверхности одной соприкасающейся детали и избирательным переносом их на поверхность другой соприкасающейся детали. Открыто Д. Н. Гаркуновым и И. В. Крагельским в 1956 году. На практике эффекта безызносности добиваются использованием специальных смазок, содержащих медь. Эффект безызносности имеет большое экономическое значение.